# Історія дивного підлітка
«Історія дивного підлітка» (англ. Teenage Dirtbag) — американський драматичний фільм 2009 року.

## Сюжет
Цей фільм неймовірно точно показує всі складнощі взаємин, які виникають між підлітками. У сюжеті фільму історія популярної школярки із команди черлідерів, яку постійно переслідує і дістає її дивний однокласник. Але це все відбувається до того, як обидва підлітки потрапляють разом на заняттях творчого письма. Слова, написані ними на папері, утворюють міцний невидимий зв'язок між черлідершею та настирним однокласником. Вони починають довіряти один одному, дружити, а в результаті в їхніх серцях зароджується справжнє кохання. Але чи здатне воно витримати тиск з боку її високого статусу і його жахливих відносин у сім'ї?

## В ролях
| Актор              | Роль              |
| ------------------ | ----------------- |
| Скотт Майкл Фостер | Тайєр Манджересс  |
| Ноа Хігеш          | Ембер Лендж       |
| Кріс Елліс         | містер Манджересс |
| Майкл Бредлі       | містер Расковіч   |
| Біллі Джонс        | Дулі              |
| Реджина Кросбі     | Дженні Манджересс |
| Кент Кімболл       | містер Лендж      |
| Кайл Патрік        | Тай               |
| Кріс Вінгер        | Табіта            |

1. ↑  Person Profile // Internet Movie Database — 1990.